# Cricket South Africa
Cricket South Africa è la federazione nazionale sudafricana del gioco del cricket.

## Storia
Per molti anni il cricket nel paese è stato gestito da diverse organizzazioni con nomi vari: South Africa Cricket Association (SACA), South African Board of Cricket Control (SACBOC) e South African African Cricket Board (SAACB). Nel 1976 queste tre federazioni si accordarono per fondersi e creare un unico organismo di governo del cricket in Sudafrica, dando origine alla South African Cricket Union (SACU), che tuttavia non venne riconosciuta da un gruppo di membri dissidenti della SACBOC che diedero origine ad una scissione fondando la South African Cricket Board (SACB).
Il superamento dell'apartheid comportò la riammissione del cricket sudafricano nelle competizioni internazionali, si rese quindi nuovamente necessaria l'esigenza di avere un organismo di governo della disciplina unico per tutto il paese; nel giugno del 1991 South African Cricket Union e South African Cricket Board si fusero formando la United Cricket Board of South Africa (UCB) che per la prima volta abbatteva la barriera razziale nel paese. Un mese dopo la nuova federazione venne riammessa all'International Cricket Council.

## Competizioni
Oltre ad organizzare le attività della nazionale sudafricana Cricket South Africa organizza le tre maggiori competizioni domestiche del paese: 
- Sunfoil Series: First Class cricket di quattro giorni
- Momentum 1 Day Cup: Limited Overs cricket con partite di un giorno
- Ram Slam T20 Challenge: competizione in formato Twenty20.
- Champions League Twenty20: competizione internazionale per club in formato Twenty20 organizzata in collaborazione con Cricket Australia e Board of Control for Cricket in India.